# Обрим
Обрим је у грчкој митологији било име више личности.

## Етимологија
Ово име има значење „јак, моћан“ и једно је од епитета бога Ареја.

## Митологија
1. Један од Актеонових паса, према писању Хигина.[2]
2. Хигин је помињао још једног Обрима, Египтовог сина, ожењеног Данаидом Хипотојом.[3]